# Aloy
Aloy é uma personagem de jogos eletrônicos da franquia Horizon, da Guerrilla Games. É protagonista do jogo Horizon Zero Dawn e da vindoura sequência Horizon Forbidden West.
A série de jogos Horizon se passa num futuro pós-apocalíptico, no qual a civilização se reorganizou em tribos. Aloy, uma jovem guerreira da tribo dos Nora, nasceu de forma misteriosa e foi criada como uma exilada por seu pai adotivo. Após quase ter sido assassinada por um grupo misterioso, ela parte em busca de respostas para a sua origem e descobrir o que aconteceu com a civilização. No caminho, para sobreviver nesse mundo inóspito, ela deve lutar contra criaturas robóticas gigantescas e estranhos grupos de cultistas, que adoram uma inteligência artificial.
Aloy é dublada pela atriz americana Ashly Burch e modelada a partir do rosto e expressões faciais da atriz holandesa Hannah Hoekstra. No Brasil ela é dublada por Tatiane Keplmair.

Logo game Horizon Zero Dawn

## Horizon Zero Dawn
No ano 3021, a humanidade vive uma nova era do bronze após um evento apocalíptico misterioso destruir a civilização. Enquanto a sociedade volta a se desenvolver, os humanos precisam lutar contra criaturas robóticas, que dominam o planeta e fornecem-lhes aparelhos e instrumentos extremamente avançados, com os quais constroem armas e aparatos tecnológicos.
E é nesse mundo tribal tecnológico que vive Aloy, uma jovem sem pais e com um nascimento misterioso. Criada por Rost, um exilado da tribo Nora, ela sempre foi rejeitada pelos outros membros da tribo. Aloy sabia que o motivo advinha de sua origem, o que a fez questionar seu pai adotivo acerca de sua mãe verdadeira e do porquê deles serem exilados. Rost disse-lhe que somente as matriarcas poderiam responder tais perguntas. Porém, como era um segredo, elas não relevariam a verdadeira origem da jovem. O único jeito de descobrir, segundo Rost, seria vencer um rito chamado de aprovação, no qual os membros da tribo tornavam-se guerreiros e os exilados poderiam retornar a tribo. O vencedor poderia fazer qualquer pergunta às matriarcas sobre qualquer coisa. Para vencê-lo, entretanto, ela precisaria de anos de treinamento.
Anos depois, Aloy, agora com 19 anos, está pronta para o teste. Ela se dirige a um vilarejo da tribo Nora, onde conhece Erend, um enviado da tribo Carja, inimiga dos Nora, e Olin. Olin possui um aparelho no ouvido muito similar a um dispositivo que Aloy, quando criança, havia achado numa ruína dos antigos. O aparelho, chamado Foco, era capaz de mapear o ambiente, ouvir gravações e projetar hologramas. No dia seguinte, o rito começou. Os jovens Nora tiveram que passar por vários desafios, e Aloy consegue completar todos e vencer. Quando ela está prestes a receber o prêmio, um grupo cultista misterioso ataca o acampamento e interrompe a competição. A jovem sobrevive e os mata. Enquanto analisa um desses inimigos mortos, que usa um foco como o dela, ela é atacada por um homem misterioso. Rost a salva, mas acaba se sacrificando no processo.
Aloy acorda no centro de uma montanha, lugar sagrado dos Nora. Lá, ela vê, através de seu Foco, o homem que a atacou, e descobre que os cultistas tinham vindo para matá-la. Além disso, vê uma mulher idêntica a ela, só que mais velha, e acredita ser sua mãe. Teersa, uma das matriarcas, revela a jovem que ela saiu de dentro de um portal, no interior da montanha, quando ainda era um bebê. Pensando ser uma maldição, as matriarcas a exilaram da tribo. Quando Aloy se aproxima do portal, ele ativa como se a reconhecesse. As matriarcas, pensado se tratar de um sinal da deusa da montanha para acabar com a corrupção, que tornava as máquinas violentas, enviam Aloy como emissária para a cidade de Meridiana, onde ela deverá achar Olin, o homem que usa o mesmo Foco que o dela, e descobrir o porquê de terem tentado matá-la. Aloy aceita e, buscando por respostas, parte para o norte.
Pelo caminho, ela faz alguns aliados, resgata algumas pessoas e destrói várias máquinas corrompidas. Aloy descobre que os cultistas, que tentaram matá-la, faziam parte de uma facção dos Carja, que corrompiam as máquinas para lutarem a seu favor. Em Meridiana, reencontra Erend e descobre que Olin era obrigado a trabalhar para os cultistas. Ele e os cultistas estavam reativando máquinas de guerra para montar um exército e retomar Meridiana. Aloy os ataca com a ajuda de um aliado desconhecido, que fala com ela através de seu Foco e lhe diz como derrotar os inimigos. Olin revela à jovem que os cultistas se chamam de Eclipse e estão sendo comandados por um suposto demônio, chamado Hades. Mais tarde, o homem que a havia ajudado na luta contra os cultistas a contata e revela que seu nome é Sylens. Os dois decidem se ajudar e descobrir o que aconteceu com a civilização antiga.
Aloy prossegue em sua busca, contando com a ajuda de Sylens, Erend e muitos outros aliados que encontra pelo caminho. Após explorar ruinas e enfrentar centenas de inimigos, entre humanos e máquinas, ela descobre o que aconteceu. No ano de 2030, o megaempresário Ted Faro e a doutora Elisabet Sobeck, a mulher que Aloy pensava ser sua mãe, desenvolviam inteligência artificial, quando Faro decidiu começar a produzir robôs de guerra. Com o passar dos anos, as máquinas ficaram mais inteligentes e começaram a apresentar erros de programação, que as faziam se multiplicar exponencialmente e consumir toda a biomassa terrestre. Vendo que a humanidade estava condenada, Sobeck criou o projeto Zero Dawn, um conjunto de inteligências artificiais que preservaria a vida e a faria renascer no futuro. Entre essas inteligências estava Hades, cuja função era destruir a criação e começar tudo de novo caso algo saísse errado. De alguma forma, ele foi ativado e estava prestes a destruir a humanidade. Para descobrir como detê-lo, Aloy precisa entrar no portal no interior montanha, onde havia nascido.
Aloy é capturada pelo homem que havia tentado matá-la durante o rito, na terra dos Nora. Ela descobre que o nome dele é Helis, líder da Eclipse, e que ele se aliou a Hades para reconquistar Meridiana. Ela é salva por Sylens, que revela já ter trabalhado com Hades, mas que agora quer impedi-lo de destruir o mundo. A jovem, então, parte para a montanha na terra dos Nora, onde descobre a verdade sobre o seu nascimento. Ela é um clone de Elisabet Sobeck gerada por Gaia, uma inteligência artificial. Assim que Hades tentou tomar o controle do sistema, Gaia se autodestruiu para tentar destruí-lo. Com o objetivo de reiniciar Gaia, um clone da doutora Elisabet Sobeck foi gerado. Entretanto, antes que Hades pudesse ser destruido, lançou um vírus para corromper o sistema e as máquinas. Agora, o objetivo de Aloy era ir para a sala de controle em Gaia Prime, onde estava um módulo, com um protocolo embutido, que purgaria Hades.
Após obter o módulo, a jovem ruma para meridiana, onde deveria destruir o núcleo de Hades. A cidade é atacada pela Eclipse. Lá, com a ajuda de todos os aliados que conseguiu no caminho, Aloy mata Helis e destrói Hades utilizando o módulo que obteve em Gaia Prime. O mundo é salvo.
No final, ela encontra o corpo de Sobeck e ouve uma das últimas conversas dela com Gaia.

## Outras aparições
Aloy apareceu em outras mídias além dos jogos da série Horizon. Em 2018, a personagem foi lançada na versão de PlayStation 4 de Monster Hunter: World. Ela foi personagem jogável em Monster Hunter: Iceborne lançado em setembro de 2019. Aloy foi adicionada ao Fortnite em 15 de abril de 2021 como parte da coleção lendas dos jogos. As skins e itens foram disponibilizados para compra individual, ou como parte do pacote Horizon Zero Dawn. Aloy foi anunciada como nova personagem jogável do jogo Genshin Impact, ela será liberada em outubro de 2021 apenas para PlayStation 4 e PlayStation 5.

## Desenvolvimento da personagem
O jogo Horizon Zero Dawn estivera em desenvolvimento por sete anos. A Guerrilla Games, desenvolvedora responsável por ele, teve problemas para achar a idade certa para a protagonista. Inicialmente, ela foi imaginada mais jovem. “Tinha um pouco de princesa da Disney”. Por dois anos, os desenvolvedores trabalharam a personagem, em tudo – cabelo, vestimenta. No final, decidiram que, para dar mais realismo a história, Aloy deveria ser um pouco mais velha, madura e alta. A atriz americana Ashly Burch deu sua voz à personagem e Hannah Hoekstra, atriz holandesa, emprestou o corpo.
Antes de Aloy montar os robôs, ela montava um cavalo. Porém, mais tarde, os desenvolvedores decidiram remover os animais do jogo, assim como os cavalos. A partir daí, a personagem domaria e montaria os robôs. Para isso, foi criado o dispositivo Focus, que permitiu que Aloy fosse a única a Hackear as máquinas, tornando-a ainda mais especial.

## Recepção
Na crítica do jogo Horizon Zero Dawn pelo site The Enemy, Guilherme Jacobs diz que “A personagem é uma das melhores heroínas já feitas em games. Não há sexualização desnecessária, ela não é forte simplesmente para ser forte, e nem é uma menina perfeita que nunca comete erros.” Para Bruna Penilhas da IGN Brasil, “Aloy é incrível o suficiente para se tornar a nova cara da PlayStation.” Em sua análise, Bruno Micali da Voxel diz que “Aloy é uma heroína nitidamente inspirada nos conceitos literários apolíneo e dionisíaco, ou seja, ela é uma mistura de razão e raciocínio lógico com emoção e instinto.” A IGN Brasil a lista como uma das 20 mulheres mais poderosas dos games. No top 10 das personagens femininas mais marcantes do mundo dos games, a Games Point a colocou em quinto lugar.